# Anker (HTML)
Ein Anker bezeichnet eine Sprungmarke innerhalb eines HTML-Dokuments. In der Hypertext-Theorie steht der Begriff Anker generell für den Anfangs- und Endpunkt eines Hyperlinks. Der Anfangspunkt wird durch ein Querverweis-Element mit einem href-Attribut (hypertext reference) und der Endpunkt, Zielpunkt, durch ein Element mit einem id-Attribut (Identifikator) definiert.
In HTML-Versionen vor HTML5 konnten diese Sprungmarken auch mithilfe des a-Elementes, das ein name-Attribut bekam, realisiert werden. Der Name des  a-Elementes wurde von anchor (englisch für „Anker“) hergeleitet. Mit HTML5 wurde generell das id-Attribut als Sprungmarke festgelegt. 
Dadurch, dass eine Sprungmarke innerhalb einer URL vorkommen kann, lässt sich ein Unterabschnitt eines Dokuments (engl. fragment) direkt durch einen Hyperlink adressieren.

## Beispiel
Beispielsweise kann für einen Unterabschnitt eine Sprungmarke wie folgt definiert werden:
```
<
h2
 
id
=
"Ankername"
>
Überschrift
</
h2
>

```

Zum Vergleich, in älteren HTML-Versionen wurde die Sprungmarke wie folgt definiert:
```
<
h2
><
a
 
name
=
"Ankername"
>
Überschrift
</
a
></
h2
>

```

Mit einem Hyperlink kann jetzt auf diese Sprungmarke verwiesen werden. Dazu wird die Sprungmarke mit dem URL-Fragmentbezeichner # (Rautezeichen) kodiert:
```
<
a
 
href
=
"#Ankername"
>
Link
</
a
>

```

Verweis auf eine Sprungmarke in einem anderen Dokument:
```
<
a
 
href
=
"seite.html#Ankername"
>
Link
</
a
>

```

Verweis auf eine Sprungmarke in einem anderen Dokument mit Parameter:
```
<
a
 
href
=
"seite.php?name=value#Ankername"
>
Link
</
a
>

```

Beim Aktivieren dieser Links öffnet der Browser das referenzierte HTML-Dokument und wählt durch Scrollen den Anker an.